# Paralititan stromeri
Il Paralititan stromeri, unica specie del genere Paralititan (il cui nome significa "gigante della marea"), è un grande dinosauro sauropode titanosauro vissuto nel Cretaceo superiore, circa 98-93 milioni di anni fa, in quella che è oggi la Formazione Bahariya, in Egitto. Nonostante le più che ragguardevoli dimensioni, il Paralititan non raggiungeva le dimensioni di giganti come Argentinosaurus o Dreadnoughthus. Tuttavia un giornalista scientifico lo ha apostrofato come "quello che sembra essere stato il secondo più grande animale noto che abbia mai camminato sulla Terra".

## Etimologia
Il paleontologo Joshua Smith e i suoi colleghi descrissero l'animale nel 2001, nominandolo Paralititan stromeri, il cui nome deriva dal greco antico e significa "gigante della marea". Il nome del genere, Paralititan deriva dalla parola greca para + aloni che significa "vicino al mare" e il suffisso titan che indica l'enorme taglia dell'animale. Il nome specifico, stromeri, si riferisce al paleontologo tedesco Ernst Stromer, che per primo scoprì la Formazione Bahariya, nel 1900. A descrivere l'animale furono i paleontologi Joshua B. Smith, Matthew C. Lamanna, Kenneth J. Lacovara, Peter Dodson, Jennifer R. Smith, Jason C. Poole, Robert Giegengack e Yousri Attia.

## Descrizione
I fossili di Paralititan sono stati i primi resti di tetrapode scoperto all'interno della Formazione di Bahariya, dal 1935. L'osso in questione era un omero lungo ben 1,69 metro (5.54 piedi), più lungo di qualunque altro sauropode noto del Cretaceo.
Joshua B. Smith, il paleontologo che ha descritto e rinvenuto l'animale, ha affermato che: "Doveva essere un animale davvero enorme ad ogni buon conto."

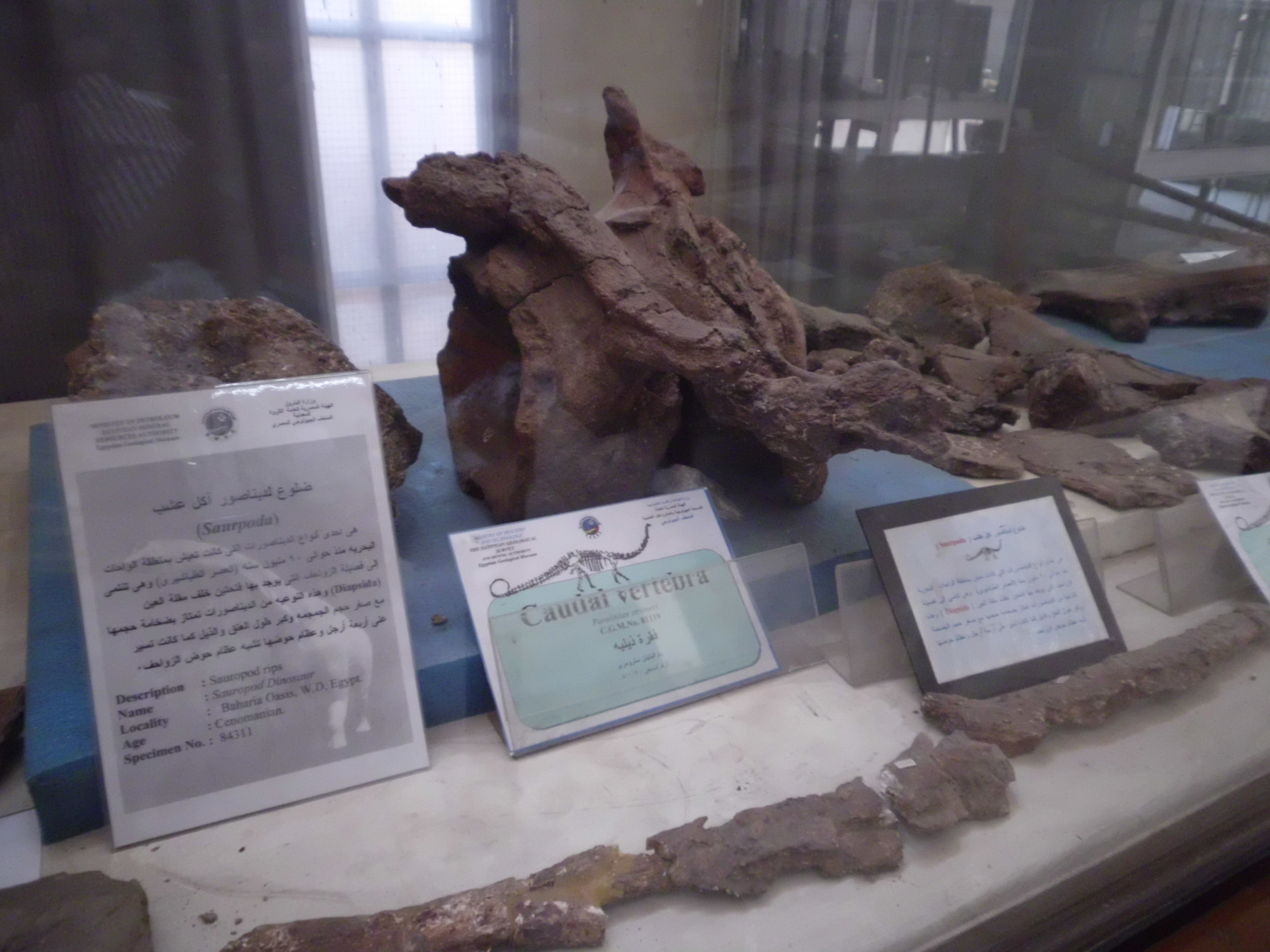
Vertebre caudali di P. stromeri, al Museo Geologico d'Egitto

Si conosce ben poco dell'anatomia del Paralititan, pertanto le sue esatte dimensioni corporee sono alquanto difficili da stimare. Tuttavia, il limitato materiale a nostra disposizione suggerisce che l'animale era uno dei dinosauri più massicci mai scoperti finora, con un peso approssimativo di 59 tonnellate. Usando Saltasaurus come modello, Carpenter ha stimato una lunghezza di circa 26 metri (85 piedi). Le dimensioni stimate da Scott Hartman suggeriscono un animale dalle enormi dimensioni, ma comunque inferiori a quelle di titanosauri giganti come Puertasaurus, Alamosaurus e Argentinosaurus. Come gli altri titanosauri, probabilmente, aveva un corpo voluminoso forse ricoperto di osteodermi che lo proteggevano dagli attacchi dei predatori. Segni di morsi sulle ossa di Paralititan indicano che la carcassa dell'animale fu consumata da un grande dinosauro carnivoro. Il predatore in questione si era nutrito della carcassa dell'animale già morto in quanto pochi erano i predatori in grado di attaccare ed uccidere con successo un Paralititan adulto. I giovani al contrario potevano essere preda di dinosauri predatori come Bahariasaurus, Carcharodontosaurus, Sauroniops e Spinosaurus e il gigantesco coccodrillo Sarcosuchus.

## Paleoecologia

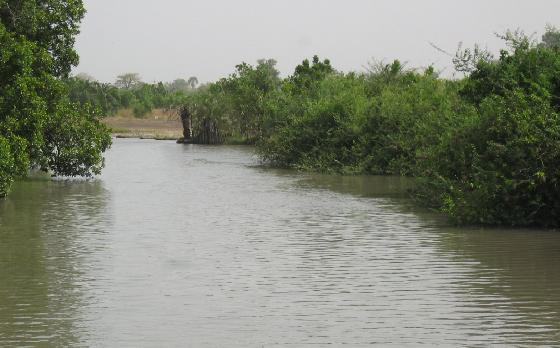
L'habitat del Paralititan comprendeva, vaste foreste tropicali e grandi mangrovie, in un ambiente molto simile a quello della moderna Gambia.

La tafonomia dello scheletro di Paralititan si era conservato grazie ai depositi marini e alle maree cui era soggetto il suo habitat, composto da un ambiente paludoso dove la vegetazione dominante erano le mangrovie. Questo variegato ecosistema era situato lungo la riva meridionale del mare Tetide. Il Paralititan è il primo sauropode conosciuto che viveva in ambiente paludoso dominato dalle mangrovie, tuttavia si pensa che l'animale passasse la maggior parte del suo tempo a terra nutrendosi delle fronde degli alberi più alti, entrando in acqua solo per bere e per rinfrescarsi.
L'animale viveva fianco a fianco con predatori giganti come i carcharodontosauridi Carcharodontosaurus e Sauroniops, lo spinosauride Spinosaurus e il teropode di dubbia entità Bahariasaurus, dall'altra parte vi erano pochi dinosauri erbivori tra cui lo stesso Paralititan e il sauropode Aegyptosaurus. Le acque di questo ambiente lacustre erano popolate da numerose specie di coccodrilli tra cui i giganteschi Sarcosuchus e Aegisuchus, pesci giganti come Mawsonia e Onchopristis e numerose specie di tartarughe.

## Documentari
Il Paralatitan appare nei documentari Mega Beasts e Planet Dinosaur.
La scoperta del Paralititan è raccontata nel documentario del 2002 The Lost Dinosaurs of Egypt, narrato da Matthew McConaughey, e nel libro di presentazione The Lost Dinosaurs of Egypt: The Astonishing and Unlikely True Story of One of the Twentieth Century's Greatest Paleontological Discoveries.